# Björketorp
Björketorp – miejscowość (tätort) w Szwecji, w regionie administracyjnym (län) Västra Götaland, w gminie Mark.
Według danych Szwedzkiego Urzędu Statystycznego liczba ludności wyniosła: 514 (31 grudnia 2015), 555 (31 grudnia 2018) i 560 (31 grudnia 2019).